# Спайка свода
Спайка свода (лат. commissura fornicis, англ. commissura of the fornix) — это тонкий пучок нервных волокон (белого вещества), являющийся частью свода конечного мозга и соединяющий между собой правую и левую половинки гиппокампа (или, иначе, правый и левый гиппокампы). Спайка свода, наряду с мозолистым телом, передней спайкой и задней спайкой, относится к числу наиболее важных межполушарных соединений у млекопитающих.